# Hein Heckroth
Hein Heckroth est un directeur artistique et un costumier allemand né le 14 avril 1901 à Giessen (actuellement dans le Land de Hesse en Allemagne, mais à l'époque dans l'Empire allemand) et mort le 7 juillet 1970 à Amsterdam (aux Pays-Bas en Hollande-Septentrionale).

## Biographie
Fils de Johann Konrad et de Christine Lentz, il étudie au Städel Art Institute de Francfort et peint plusieurs portraits de Mary Wigman.
Hein Heckroth tout d'abord peintre puis directeur artistique en Allemagne pour le théâtre et le ballet, par exemple pour Kurt Jooss avec lequel il embarque pour New-York en 1933. De retour en France, il travaille avec Harry Meerson sur un dessin animé "Red Head Till". Il émigre au Royaume-Uni en 1935 pour rejoindre sa femme, juive, et ses enfants qui avaient réussi à quitter le pays auparavant. Il débute au cinéma comme costumier pour César et Cléopâtre (1945), puis rapidement collabore beaucoup avec Powell et Pressburger,,.
En 1940, il est arrêté comme prisonnier de guerre, en tant que citoyen allemand et envoyé en Australie comme interné.
En février 1956, malgré les difficultés de l'émigration, les époux Heckroth retournent dans leur pays d'origine où Hein Heckroth avait été nommé directeur de la production des théâtres municipaux de Francfort-sur-le-Main, là où ils avaient débuté. Suivent quinze années de travail théâtral intensif sous la direction artistique de Harry Buckwitz (de) à Francfort,, interrompues et enrichies par divers engagements comme invité. Jusqu'à sa mort en 1970, Hein Heckroth travaille comme scénographe pour de nombreuses productions cinématographiques allemandes et étrangères, dont Quand les fantômes s'amusent de Kurt Hoffmann (1960) et L'Opéra de quat'sous de Wolfgang Staudte (1963). Il a également des contacts avec le groupe de peintres Quadriga.

## Filmographie
Sélection
- 1945 : César et Cléopâtre (Caesar and Cleopatra) de Gabriel Pascal
- 1946 : Une question de vie ou de mort (A Matter of Life and Death) de Michael Powell et Emeric Pressburger
- 1947 : Le Narcisse noir (Black Narcissus) de Michael Powell et Emeric Pressburger
- 1948 : Les Chaussons rouges (The Red Shoes) de Michael Powell et Emeric Pressburger
- 1948 : La Mort apprivoisée (The Small Back Room) de Michael Powell et Emeric Pressburger
- 1950 : Le Chevalier de Londres (The Elusive Pimpernel) de Michael Powell et Emeric Pressburger
- 1950 : La Renarde (Gone to Earth) de Michael Powell et Emeric Pressburger
- 1951 : Les Contes d'Hoffmann (The Tales of Hoffmann) de Michael Powell et Emeric Pressburger
- 1953 : The Story of Gilbert and Sullivan (en) de Sidney Gilliat
- 1955 : Oh ! Rosalinda ! de Michael Powell et Emeric Pressburger
- 1966 : Le Rideau déchiré (Torn Curtain) d'Alfred Hitchcock

## Distinctions

### Récompenses
- Oscars du cinéma 1949 : Oscar des meilleurs décors pour Les Chaussons rouges

### Nominations
- Oscars du cinéma 1952 : Oscar des meilleurs décors et Oscar des meilleurs costumes pour Les Contes d'Hoffmann